# Hades

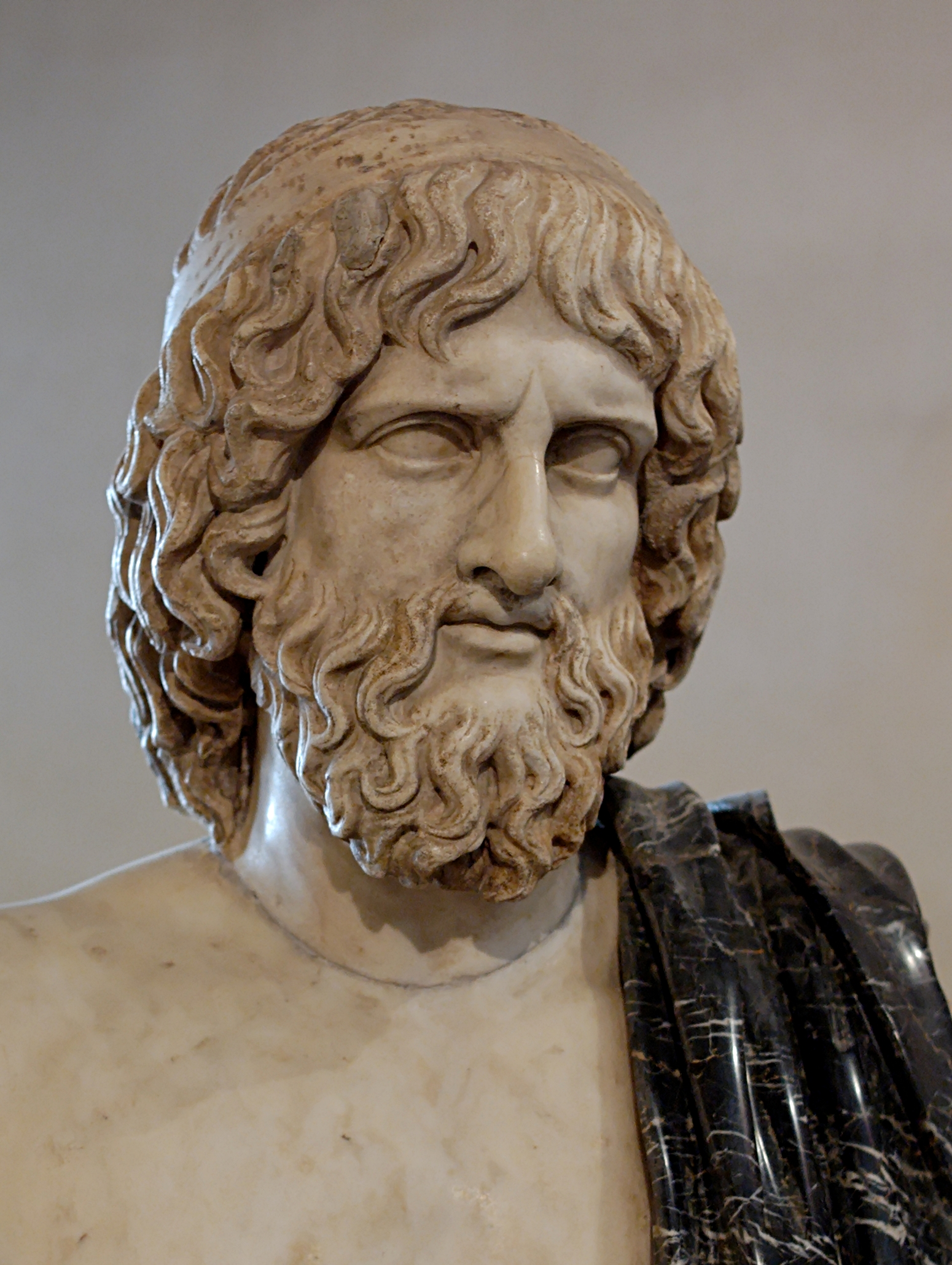
Römische Kopie einer Büste des Hades (Palazzo Altemps, Rom)

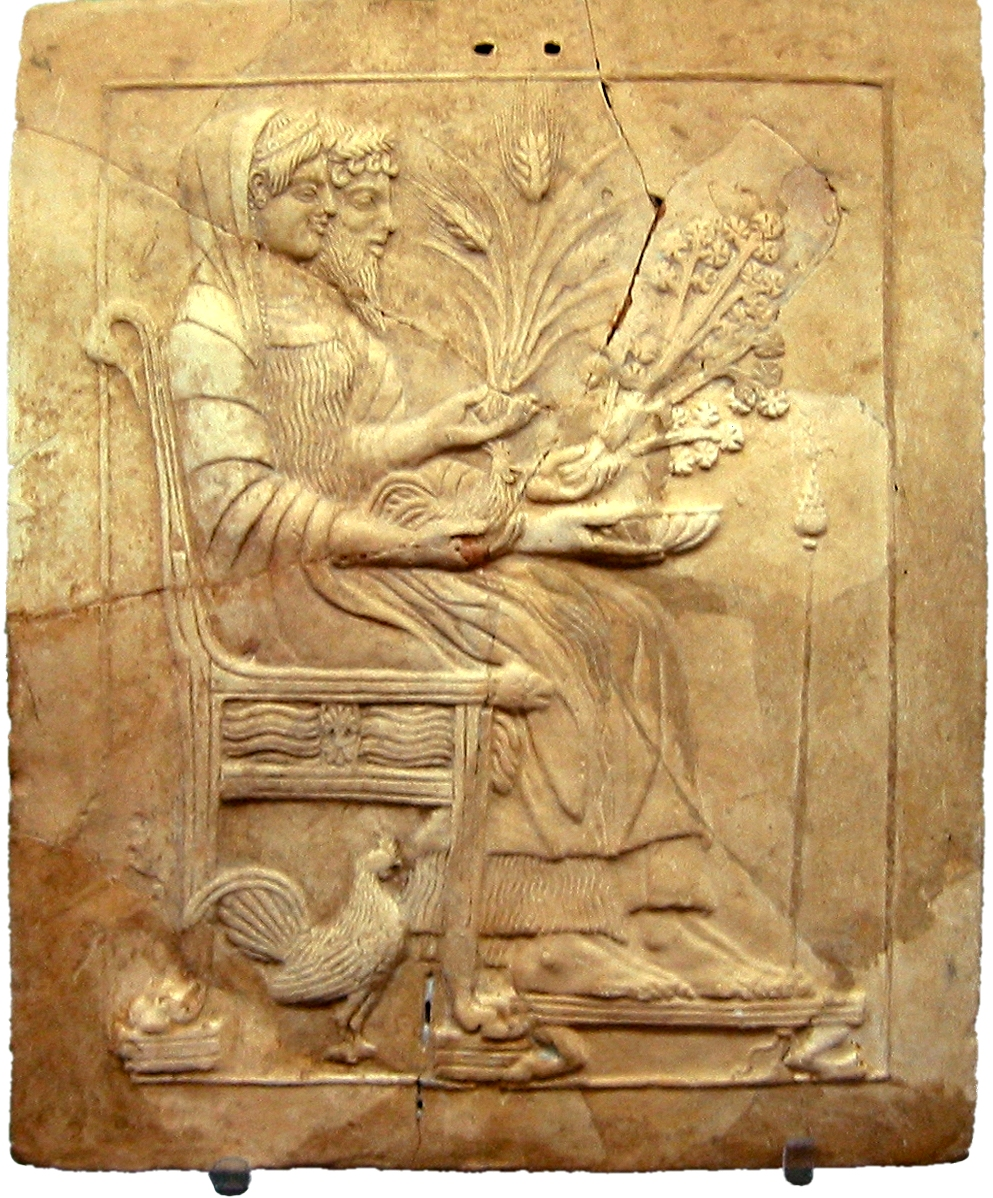
Pinax von Persephone und Hades auf dem Thron (Persephoneheiligtum von Lokroi)

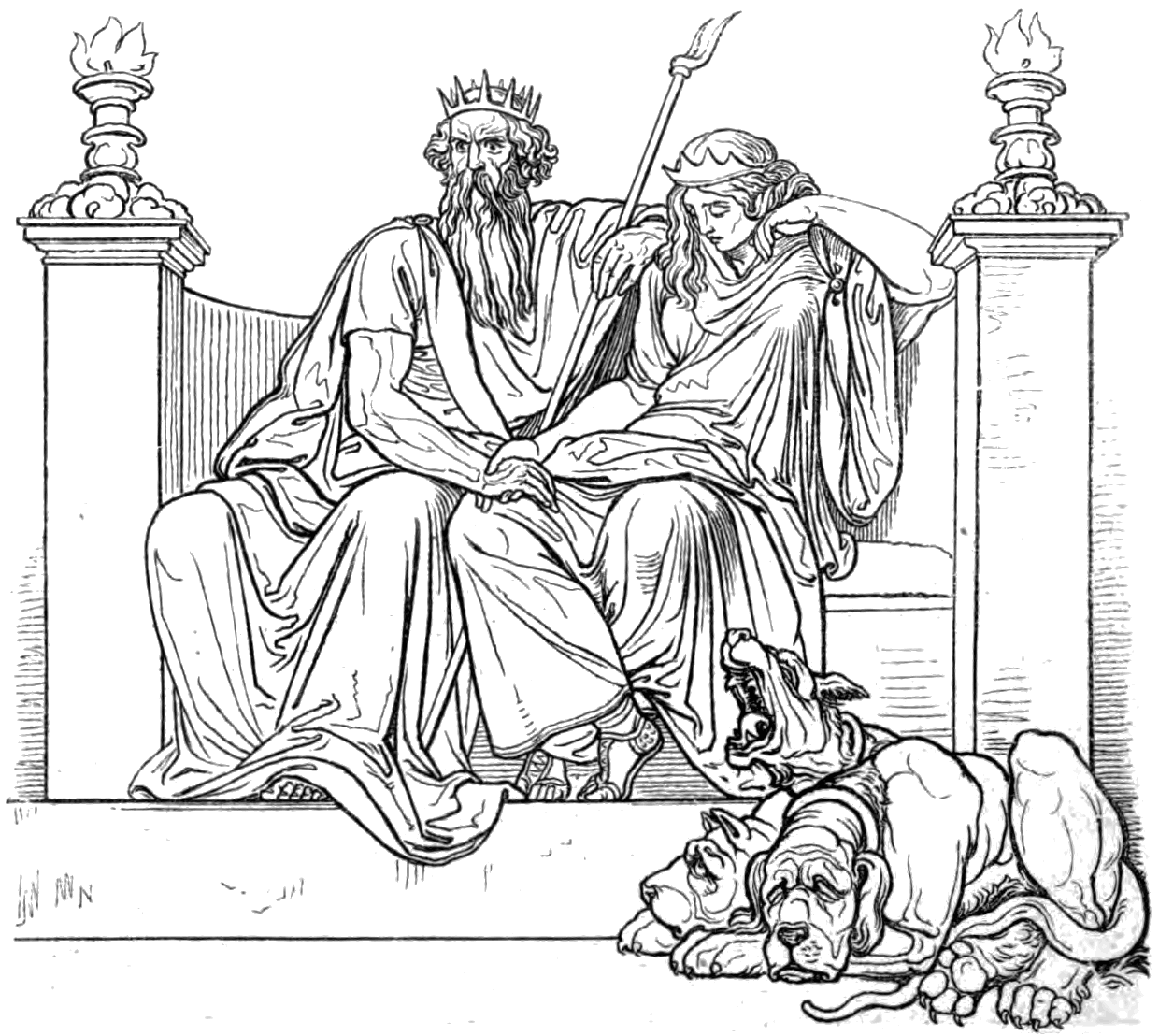
Hades, den Gesang des Orpheus um Eurydike hörend, neben ihm Persephone, um welche ein melancholisches Schweigen herrscht (moderne Darstellung).

Hades (altgriechisch Ἅιδης Hádēs, poetisch auch Ἁΐδης Haḯdēs, dorisch Ἀΐδας, Ἄϊς Aḯdas, Áïs, lange Namensform Ἀϊδονεύς Aïdoneús) bezeichnet in der griechischen Mythologie den Herrscher über die Unterwelt. Bereits zuvor wurde der Begriff aber für die Unterwelt als Ort verwendet. Das Reich (des Hades) existierte also vor dessen König. In nichtchristlichen kultischen Zusammenhängen bezeichnet das Wort aber stets die Gottheit, nicht die Unterwelt.
Als Herr über die Toten und die unterirdischen Gefilde wurde er früh sowohl mit Plutos (Πλοῦτος Ploútos), dem Gott der (unterirdischen) Reichtümer, als auch mit dem Unterweltsgott Pluton (Πλούτων Ploútōn) identifiziert.

## Name
Verschiedene Schreibweisen sind belegt, bei Homer findet sich Ais, Aides (Ἄιδης Áidēs) und als Langform Aidoneus (Ἀϊδωνεύς Aïdōneús). Im attischen Dialekt blieb das i/ι stumm und das A wurde aspiriert, daher ist die heute gebräuchliche Namensform Hades eigentlich nur typisch für das Attische, sonst wäre Aides die normale Form.
Die Etymologie ist unklar. Es wird angenommen, dass der Name auf eine Wurzel mit der Bedeutung unsichtbar zurückgeht, was mit der unsichtbar machenden Hadeskappe, dem Hauptattribut des Gottes, übereinstimmen würde. Demnach wäre die Bedeutung des Namens „der Unsichtbare“ oder „der unsichtbar Machende“. Jedoch gibt es eine sehr ähnliche Legende eines mythischen Königs der Molosser Aidoneus in Epirus.

## Beinamen
Auffällig ist die große Zahl der Epitheta, mit denen der Gott umschrieben wurde. Praktisch durchgängig wurde vermieden, die finsteren Eigenschaften des Gottes direkt auszudrücken, vielmehr wurde oft euphemistisch umschrieben, was eigentlich gemeint ist. Die Umschreibungen des Hades bei Homer heben die Stärke des Unterweltsherrschers hervor. Es sind Epitheta, die genauso auch für einen der großen Helden (etwa Achilleus) gebraucht wurden oder hätten gebraucht werden können:
- Adamastos (ἀδάμαστος adámastos, deutsch ‚der Ungebändigte‘)[6]
- Ameilichos (ἀμείλιχος ameílichos, deutsch ‚der Raue‘)[7]
- Iphthimos (ἴφθιμος íphthimos, deutsch ‚durch Stärke Berühmter‘)[8]
- Pelorios (πελώριος pelṓrios, deutsch ‚der Ungeheure, Furchtbare‘)[9]
- Krateros (κρατερός kraterós, deutsch ‚der Starke‘)[10]
- Stygeros (Stygis) (στυγερός stygerós, deutsch ‚der Stygische‘; von Styx, dem Unterweltfluss, das Adjektiv hat die Bedeutung „abscheulich“, „furchteinflößend“)[11]

Eine weitere Gruppe von Beinamen bewegt sich im semantischen Umfeld von „Unsichtbarkeit“, „Dunkelheit“ und „Schwärze“:
- Apotropos (ἀπότροπος apótropos, deutsch ‚der Abseitige, Abgewandte‘)[12]
- Aidelos (ἀίδηλος aídēlos, deutsch ‚der Unsichtbare‘)[13]
- Melas (μέλας mélas, deutsch ‚der Schwarze‘)[14]
- Kyanochaites (κυανοχαίτης kynochaítēs, deutsch ‚der Schwarzhaarige‘; die angesprochene Schwärze ist eine metallische, glänzende Schwärze, etwa die Schwärze der Rabenfeder)[15]
- Ennychos (ἔννυχος énnychos, deutsch ‚der Nächtliche‘)[16]
- Phonios (φόνιος phónios, deutsch ‚der Mörderische‘)[17]

Es findet sich auch die vielsagende Bezeichnung Ζεὺς καταχθόνιος (Zeus katachthónios), „der unterirdische Zeus“.

## Mythos

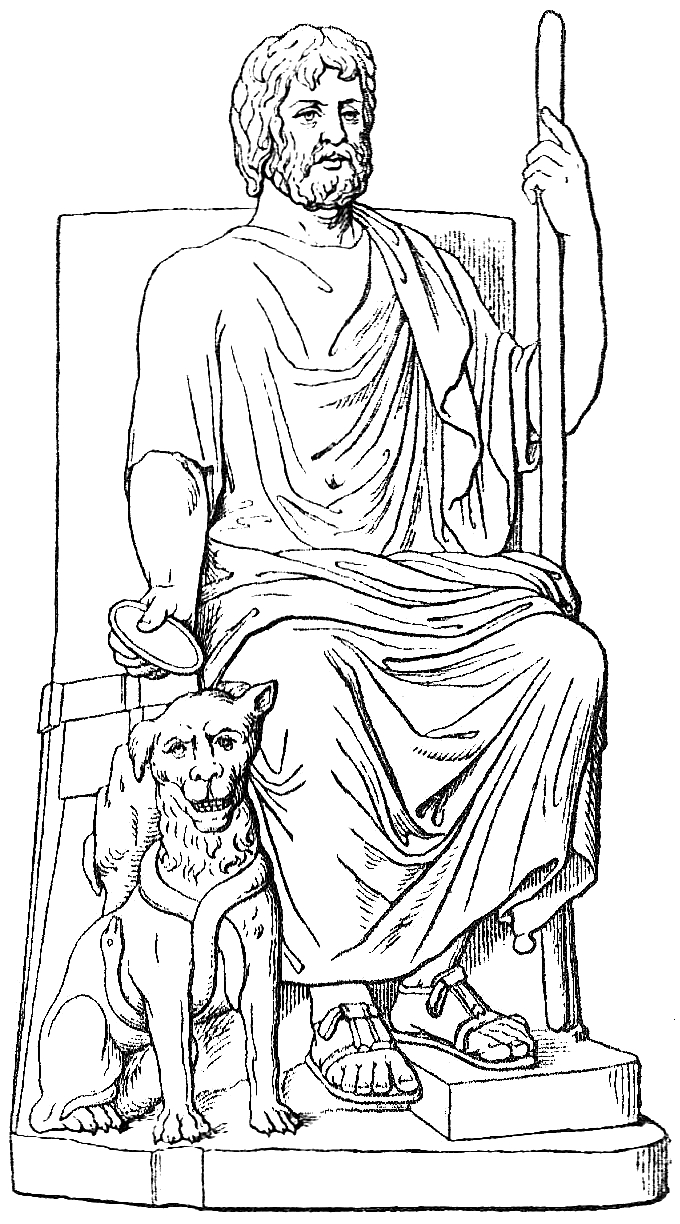
Hades mit Kerberos (Zeichnung nach antikem Vorbild)

### Geburt, Titanomachie und Aufteilung der Welt
Hades war ein Sohn des Kronos und der Rhea. Wie seine Geschwister Hestia, Demeter, Hera und Poseidon wurde er sofort nach der Geburt von seinem Vater verschlungen, dem prophezeit worden war, dass ein Sohn ihn entthronen würde. Schließlich verschlingt Kronos einen Stein an Stelle des letztgeborenen Zeus, dem dann schließlich die Befreiung der Geschwister gelang. An anderer Stelle wird Hades von seinem Vater nicht verschlungen, sondern in den Tartaros geschleudert, Poseidon wird unter das Meer verbannt und Zeus soll dann zuletzt verschlungen werden.
Nach der Befreiung aus den Eingeweiden des Kronos kämpfen Zeus und seine Geschwister zehn Jahre lang gegen Kronos und seine Titanen (Titanomachie). Schließlich können sie mit Hilfe der aus dem Tartaros befreiten Kyklopen den Krieg entscheiden. Entscheidend waren dabei die Waffen der Kyklopen: Zeus erhielt den Donner, Poseidon den Dreizack und Hades den Hadeshelm, der den Träger unsichtbar machte.
Nachdem Kronos und seine Titanen überwunden waren, teilten die Brüder die Welt unter sich auf, indem sie Lose warfen. Dabei erhielt Zeus den Himmel, Poseidon das Meer und Hades die Unterwelt. Die Erde und der Olymp waren ein gemeinsamer Bereich.
Seitdem ist Hades der „Herr des Totenreiches“, der strenge, unerbittliche, Göttern und Menschen verhasste Gott, aus dessen schaurigem, ödem Reich es keine Rückkehr gibt. Auch durch Bitten und Schmeicheln ist er nicht zu erweichen; nur dem Orpheus gelang es durch die Macht seines Gesanges, ihn zur Rückgabe der Eurydike zu bewegen.
Hades verlässt sein Reich nur äußerst selten. So beim Raub der Persephone nach dem Kampf gegen Herakles, welcher den Kerberos entführen sollte: Vom Heros durch einen Pfeil an der Schulter verwundet, eilte er zum Olymp, um sich von Paian heilen zu lassen.
Das Gefährt des Hades ist eine von schwarzen Rossen gezogene Quadriga. Seine vier schwarzen Pferde heißen Aethon, Alastor (auch Abaster genannt), Nykteus und Orphnaios.

### Raub der Persephone

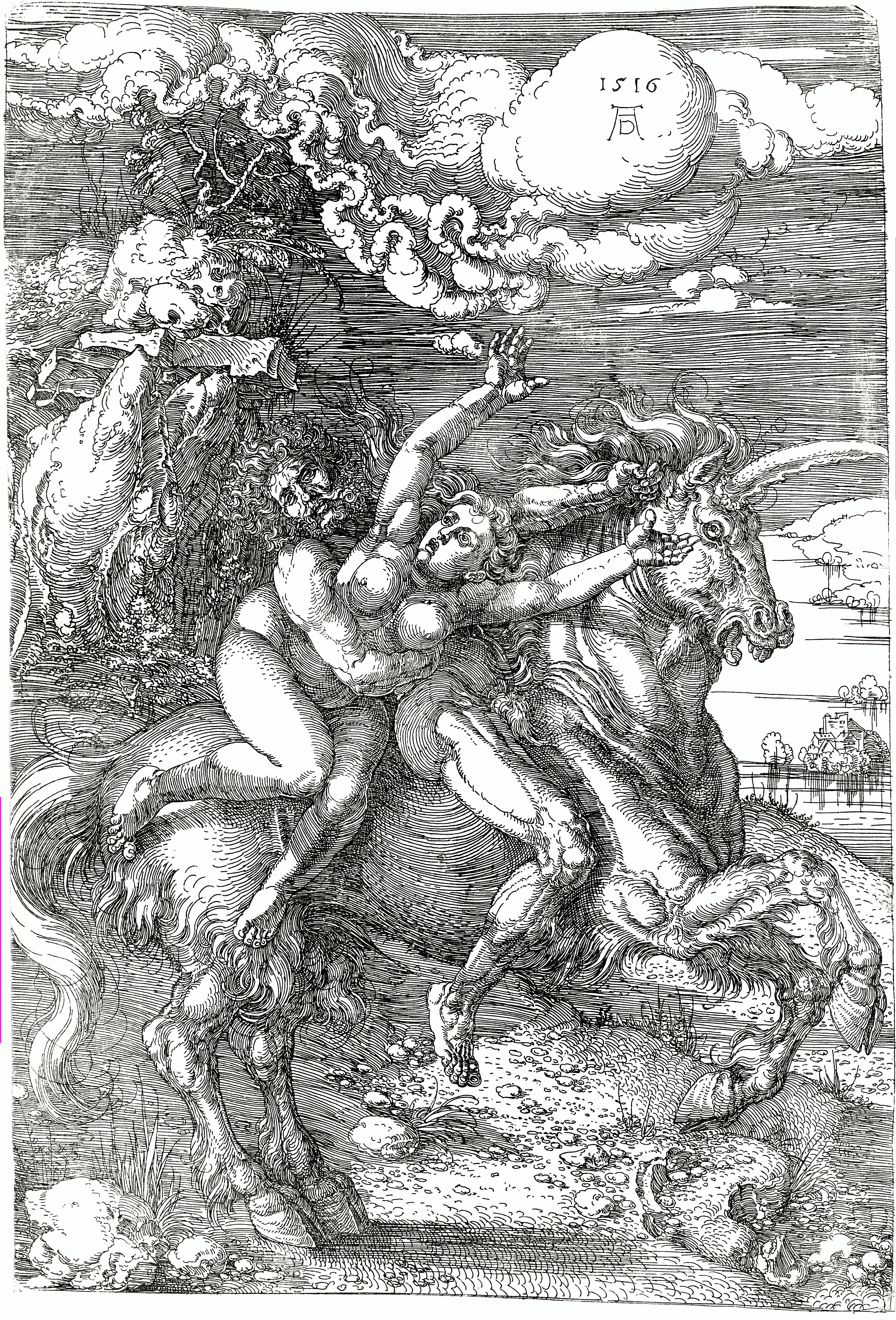
Raub der Persephone (Albrecht Dürer, 1516)

Ab dem 6. Jahrhundert v. Chr. ist die Sage belegt, dass Hades keine Göttin zu bewegen vermochte, mit ihm in der Unterwelt zu leben. So bemächtigte er sich durch Brautraub der auch Kore genannten Persephone. Ihre Mutter Demeter erflehte sie von Zeus zurück; so fällte dieser den Schiedsspruch, dass Persephone jedes Frühjahr ihrer Mutter für ein halbes Jahr wieder überlassen werden müsse.

### Minthe und Leuke
Gemäß römischer Überlieferung ging Hades der Nymphe Minthe (Menthe) nach, welche er als Geliebte gewann. Die wurde, in Verbindung mit dem Fluss Kokytos, von der eifersüchtigen Persephone in einen Stock Krause Minze (botanisch Mentha crispa) verwandelt.
Die Nymphe Leuke wurde von Hades geliebt, geraubt und nach ihrem Tod in einen weißen Pappelbaum verwandelt.
Als eine Tochter des Hades wird bei Ovid die Veneratio (Reverentia) genannt, doch bleibt der Name ihrer Mutter ungewiss. In der Suda wird zudem Makaria als Tochter benannt.

### Hades im Bartholomäusevangelium
Hades ist auch im apokryphen Bartholomäusevangelium vertreten. In dieser Beschreibung erzittert er, als Jesus Christus die Unterwelt betritt. Der Teufel selbst versucht, ihm Mut zuzusprechen, aber dies gelingt ihm auf Grund der göttlichen Macht nicht, wie folgender Ausschnitt aus dem Evangelium belegt: „Hades sprach: Wo verbergen wir uns vor dem Angesicht Gottes, des großen Königs? Laß mich, widersetze dich nicht; denn vor dir bin ich erschaffen worden.“ Jesus befreit wenig später alle Seelen der Patriarchen aus der Hölle.

## Kult
Besonders verbreitet war die Verehrung des Unterweltgottes bei den Griechen Süditaliens und Kleinasiens. Ein Kult im herkömmlichen Sinne ist für Hades bislang aber nur an wenigen Orten nachgewiesen. Mitunter wurde er gemeinsam mit Persephone als Fruchtbarkeitsgott verehrt. In Alexandria wurde ihm zu Ehren ein Tempel errichtet – er wurde hier mit dem örtlichen Gott Serapis verglichen. Vielfach wurde Hades auch in Heiligtümern des Pluton verehrt, mit dem er oft gleichgesetzt wurde. 
Hades hatte uralte Tempel zu Koroneia in Böotien und zu Pylos in Messenien, in Athen, in Olympia und einen heiligen Hain bei Nysa. Bekannt ist auch ein Tempel des Hades in der Stadt Elis bei Bylos, dieser war auch nur einmal im Jahr für Priester zugänglich. Eine andere Kultstätte könnte sich am Berg Minthe befunden haben. Ihm waren die Zypresse, Narcissus und der Buchsbaum heilig; man opferte ihm, mit abgewandtem Antlitz, schwarze Schafe.

## Kunst

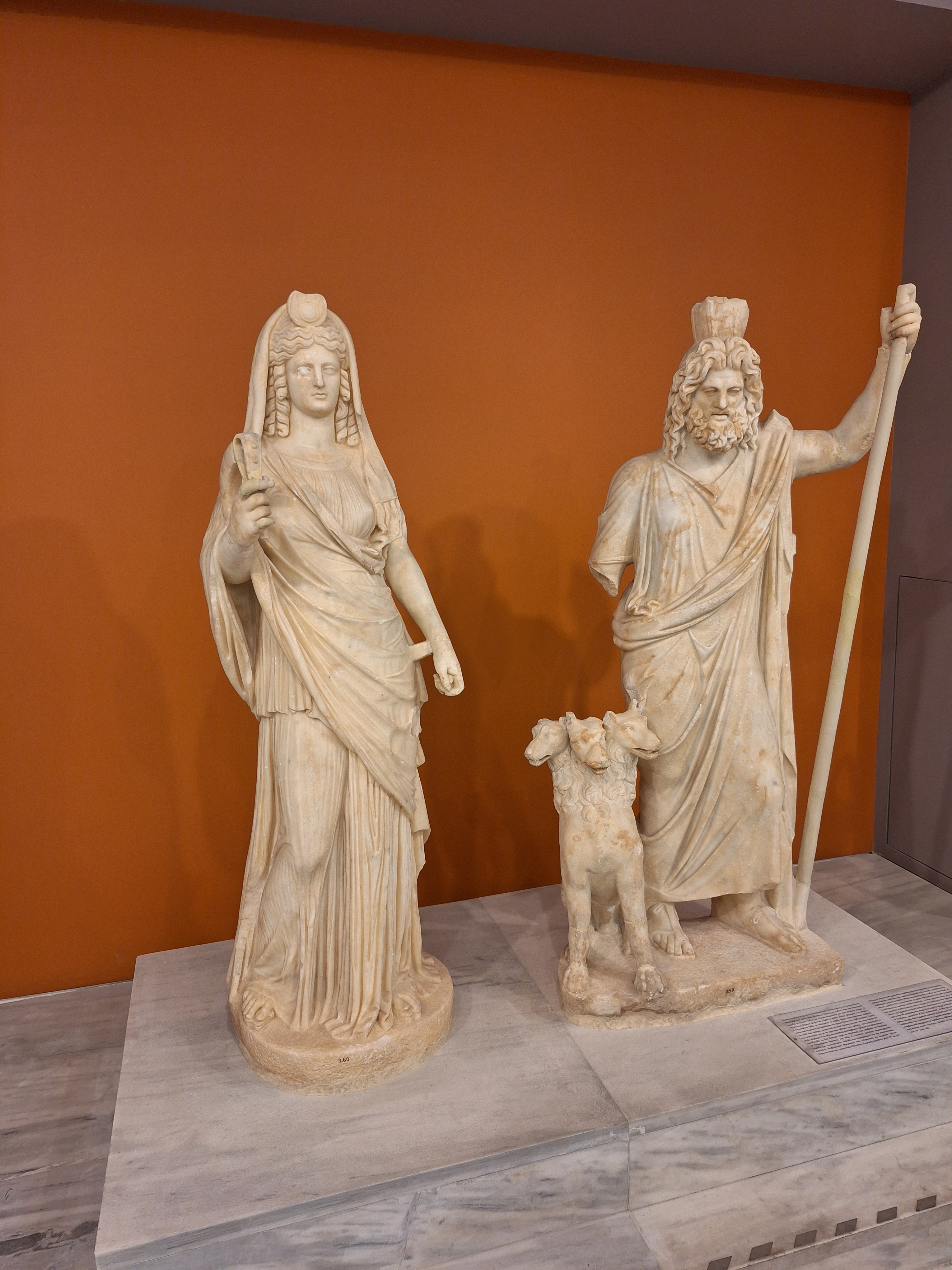
Hades mit Persephone und Kerberos, Archäologisches Museum Iraklio

In der bildenden Kunst wird Hades oft als Räuber der Persephone dargestellt, manchmal auch mit Persephone als Herrscherpaar der Unterwelt. Oft wird er als unsichtbar aufgefasst und die Unterwelt mit den toten Seelen gezeigt.
Anders als andere griechische Götter hat Hades kein eindeutiges Attribut. Abgebildet wird er in düsterer Majestät, bärtig und die Stirn vom Haupthaar beschattet. Auf dem Kopf trägt er, als Symbol seines Besitzes aller Schätze und Früchte der Erde, manchmal ein Getreide- oder Fruchtmaß, oder auch ein Füllhorn („Horn des Erfolgs“) oder eine zackige goldene Krone; in der Hand hält er einen Stab (Zepter) als Symbol der Herrschaft oder einen zweizackigen Speer (Zweizack) oder einen Schlüssel, zum Zeichen, dass er den Aufenthalt der Abgeschiedenen verschlossen halte, aus dem niemand zurück dürfe. Neben ihm befindet sich der dreiköpfige Kerberos. Oft erscheint er auch mit verschleiertem Haupt oder mit dem Helm der Unsichtbarkeit (der Hadeskappe) bedeckt; oft auch Persephone neben sich auf einem Thron oder auf einem vergoldeten viergespannigen Streitwagen, gezogen von schwarzen Rossen, die er mit goldenen Zügeln lenkt.
Auch über einem Portal des Ender Tunnels ist sein Gesicht eingemauert.